# 6467 Прілепіна
6467 Прілепіна (6467 Prilepina) — астероїд головного поясу, відкритий 14 жовтня 1979 року.
Тіссеранів параметр щодо Юпітера — 3,375.